# Готелі Чернігова
Готелі Чернігова — мережа міських малих і середніх готелів різних форм власності для проживання і відпочинку гостей міста.
Перший готель з'явився у Чернігові ще на початку XIX століття. Це був одноповерховий дерев'яний будинок, у якому знаходився трактир та номери для приїжджих (готель «Царград»). Довгий час «Царград» залишався єдиним загальнодоступним закладом Чернігова. Але зростання міста та збільшення кількості приїжджих вимагало розбудови готельного господарства. Тому кількість чернігівських готелів швидко зростала. На початку 20 століття їх налічувалося вже 14. Готельне господарство Чернігова знаходилося під постійним пильним контролем з боку міського самоврядування. Особливо суворі вимоги встановлювалися і до санітарного стану приміщень, який контролювався лікарем. У зв'язку з тим, що всі Чернігівські готелі були тоді приватними, власник особисто відповідав за допущені порушення. Після Жовтневої революції всі готелі стали державними.

## Діючі готелі

Колишній Готель «Профспілковий» (зруйнований російською ракетою в квітні 2024 року)

На 1 січня 2020 року в м.Чернігові діють 9 готелей
- Парк-готель «Чернігів» (вул. Шевченка, 103-а);
- Готель «Україна» (проспект Миру, 33);
- Готель «Спорт» (вул. Шевченка, 61);
- Спортивно-оздоровчий комплекс (вул. Набережна, 31);
- Reikartz Чернігів (вул. Гетьмана Полуботка 22-2);
- Готель «Придеснянський» (вул. Шевченка, 99a);
- Готель Туристичного комплексу «Золотой берег» (вул. Берегова, 30);
- Готель «Березки» (вул. Кільцева, 16).

### Готель «Брянськ»

Колишній Готель «Брянськ»

Відкритий 1978 року. До складу комплексу належать адмінбудівля, ангари, автостоянка, гараж, майстерня, приміщення ресторана, спальний корпус тощо. Готель розташовано неподалік від берега Десни.
У червні 2016 року Кабінет Міністрів України передав готель Міністерству юстиції, для покращення житлових ресурсів Академії Державної пенітенціарної служби.

## Історичні (неіснуючі) готелі

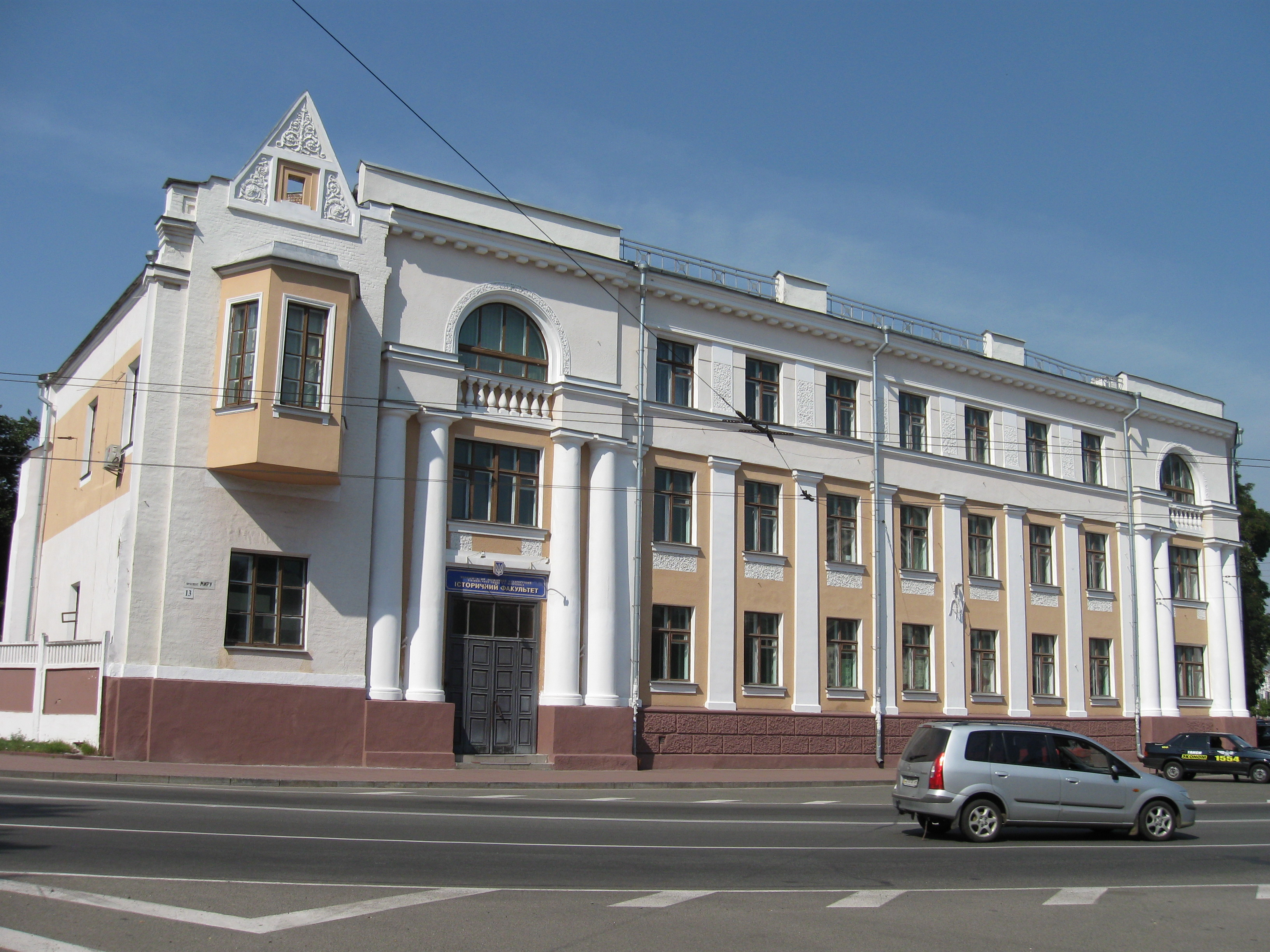
Приміщення колишнього готелю «Олександрівський», нині — історичний факультет Чернігівського національного педагогічного університету імені Т. Г. Шевченка

- «Царград» (район сучасного ювелірного магазину «Янтар»);
- «Олександрівський» (сучасне приміщення історичного факультету Чернігівського національного педагогічного університету імені Т. Г. Шевченка);
- «Гранд-Готель» (район сучасного кінотеатру імені М. Щорса);
- «Берлін» (історична вулиця Шосейна, сучасний пр. Миру, напроти будинку сучасної Філармонії);
- «Марсель» (історична вулиця Шосейна, сучасний пр. Миру);
- «Брістоль» (історична вул. Богоявленська, сучасна Шевченка);
- «Юг» (історична вул. Богоявленська, сучасна Шевченка);
- «Ермітаж» (історична вул. Богоявленська, сучасна Шевченка);
- «Сан-Ремо» (історична вул. Богоявленська, сучасна Шевченка);
- «Мітрополь» (історична вул. Богоявленська, сучасна Шевченка);
- «Комерційні номери» (історична вул. Богоявленська, сучасна Шевченка);
- «Бель-Вю» (історична вул. Борисоглібська, сучасна Серьожнікова);
- «Європейський» (історична вул. Воздвиженська, сучасна Родимцева);
- «Економія» (історична Театральна площа, сучасна Красна);
- «Спартак» (вул. Малиновського, 59);
- «Колос» (вул. Льотна, 17);
- «Нива» (вул. Всіхсвятська, 15);
- «Десна» (вул. Магістратська, 1);
- Готель «Градецький» (проспект Миру, 68-а);
- Готель «Брянськ» (вул. Шевченка, 103);
- Готель «Профспілковий» (вул. Шевченка, 105а);

### Готель «Олександрівський»
Зростання міста та збільшення кількості приїжджих вимагало розбудови готельного господарства. На межі XIX—XX століть кількість готелів у Чернігові почала швидко зростати — навіть можна говорити про готельний бум тих років. Основним готельним сезоном було літо, коли до міста прибували відпочивальники та паломники.
У 1912 році кількість готелів становила 14. Серед них був і готель «Олександрівський», збудований на вулиці Шосейній (тепер — проспект Миру) у 1910—1912 році. Готель на той час був найбільшим за розмірами та найкомфортабельнішим за умовами проживання.
«Олександрівський» мав власну ресторацію з професійними кухарями, ванну, електричне освітлення і телефон. У 1914 році ресторан був переведений у власне приміщення на вулицю Єлецьку, де він працював кожен день до другої години ночі. При цьому, мінімальна ціна проживання дорівнювала 75 копійок. Будівля готелю збереглася, тепер тут розташований Національний університет «Чернігівський колегіум» імені Т. Г. Шевченка.

### Готель «Царьград»
Як столиця губернії Чернігів завжди був готовий до прийому гостей. Перший готель, а якщо бути точним, дерев'яний трактир з номерами для приїжджих був збудований тут на початку XIX століття вільними ярославськими селянами Сидором Сорокіним та Олексієм Сидоровим. Приїхали вони до Чернігова і стали торгувати квасом по вулиці Шосейній, де й виник згодом у одноповерховому будинку трактир з номерами. Розташовувався він при перехресті вулиць Шосейної та Воздвиженської, на місці, де тепер розташована будівля колишнього магазину «Янтар».
Будівля та була не в самому гарному стані, і, навіть коли у середині XIX століття готель був перебудований у кам’яний, він зовсім не претендував на свою помпезну назву. Нині важко встановити, хто дав цьому закладу таку гучну назву, певно, не позбавлену історичної традиції. У добу Середньовіччя руські купці найчастіше їздили торгувати до Царграда – візантійської, а потім турецької столиці, що стала називатися Стамбулом. Одним словом Царград — місце зупинки купців. Можливо, така асоціація спала на думку його засновникам.
Втім, знаходили у трактирі прихисток і офіцери, і відряджені цивільні службовці, і просто мандрівники. Траплялися серед цього заїзжого люду і постаті, імена котрих стали видатними.
Як, наприклад, Олександр Пушкін. Зупинявся він у Царграді двічі — у травні 1820го, коли їхав до Катеринослава, і у серпні 1824 року, коли повертався з Одеси на Псковщину — у батьків маєток Михайлівське. Про цю зупинку, а сталася вона 4 — го серпня, залишив спогади Андрій Подолинський, на той час випускник Благородного пансіону при Петербурзькому університеті, котрий їхав до своїх батьків у Київ. Із Пушкіним Подолинський був знайомий, та все ж зустріч у Чернігівському готелі була для нього дещо несподіваною:
«Вранці, увійшовши до зали, я побачив у сусідній буфетній кімнаті молодого чоловіка, який ішов мимо прилавка і якого за місцем походження та за одягом сприйняв за лакея». Пушкін розповів Подолинському про своє скрутне становище (їхав він тоді на заслання), про маршрут поїздки, попрохав передати у Київ записку для генерала Миколи Раєвського.
У 1900 році, з нагоди від дня народження поета і на честь його перебування у Чернігові, було встановлено пам’ятник Пушкіну, пропонувалося також перейменувати вулицю Шосейну на Пушкінський проспект. Але губернатор Євген Андрієвський таку пропозицію не підтримав.
Перебування генія російської поезії у місті на Десні увічнив у 1937 році у своїх чернігівських сонетах Максим Рильський:
Тут був готель Царград.
Спинись, людино!
Він Пушкіна, вигнанця і співця,
Приймав колись.
Низенька зала ця,
Найвищу привітала верховину.
У грудні 1828 року зробив зупинку у готелі і юний Микола Гоголь, випускник Ніжинської гімназії вищих наук, уперше вирушаючи до Петербургу – у пошуках долі, у пошуках своєї майбутньої слави. Про перебування у Царграді він потім напише у листі до матері.
Тарас Шевченко приїхав наприкінці 1846 року до Чернігова з Ніжина, разом з поетом Олександром Афанасьєвим-Чужбинським. Поселилися у Царграді. Виконуючи завдання Археографічної комісії, Тарас Григорович знайомився з історичними та архітектурними пам'ятниками міста, зробив ряд замальовок Чернігівських старожитностей. Шевченко також намалював тут портрет Афанасьєва-Чужбинського та записав до його альбому вірш «Не женися на багатій».
Тарас Шевченко в літку 1857 року, відбуваючи тяжку солдатчину, зробив такий запис у своєму Щоденнику «Был у меня во время оно приятель в Малороссии, некто Афанасьев или Чужбинский. У 1846 году судьба столкнула нас в Царъграде, не в Оттоманской столице, а в однойменном трактире в городе Чернигове…».
У жовтні 1884 року Чернігів відвідав, після гостин у художника Миколи Ге на Борзнянщині, на той час вже відомий письменник, граф Лев Толстой. Зупинявся він також у Царграді.
Влітку 1891 року мешканцем Царграда був молодий Максим Горький, який тільки-но ставав на письменницьку стежину. Через дев’ять років у листі до Антона Чехова, під враженням від перебування у давньому місті, він напише: «недавно чуть-чуть не переехал на жительство в Чернигов…».
На початку минулого століття готель перейшов у власність купця Лагутіна, який відкрив при ньому продуктовий магазин. Тоді в Чернігові вже з'явилися кращі готелі. Відтак до Другої Світової Війни приміщення колишнього Царграду займав гастроном міськторгу. На його стіні перед війною встановили меморіальну таблицю.
У перші дні бомбардування міста німецькими літаками приміщення було зруйновано. Нині на місці Чернігівського Царграду — приміщення колишнього магазину «Янтар», поблизу якого меморіальний знак нагадує нашим сучасникам: тут колись стояв історичний готель. А через вулицю інший пам'ятний знак, що увінчує пам'ять про видатного класика — Леоніда Глібова, він жив по сусідству з Царградом з 1867 по 1893 роки.

### По інших вулицях
Якщо вам не хотілося проживати на вулиці Шосейній, ви могли поселитися в готелі «Брістоль», який знаходився також в центрі міста на вулиці Богоявленській (сучасна вул. Шевченка). У цього готелю були свої переваги. Він теж розташовувався у центрі міста, мав комфортабельні номери, гарну кухню та приміщення для коней і карет. Але його господар встановив значну нижчу ціну за проживання — від 35 копійок за добу.
Цікаво, що саме на Богоявленській вулиці розмістилося у той час найбільше міських готелів: «Юг», «Ермітаж», «Сан-Рено» «Метрополь» та «Комерційні номери», від яких ходила лінійка до залізничного вокзалу.
Неподалік від театру, напроти міського трикласного училища (район сучасного кінотеатру імені М. Щорса) розташовувався одноповерховий, але достатньо комфортабельний «Гранд–готель». У ньому, як правило, зупинялися поважні заможні люди, які не любили зайвого шуму. Одна доба проживання у цьому готелі коштувала від 1 до 10 карбованців.
Останні готелі були розкидані по місту таким чином:
На Борисоглібській (Серьожнікова) розташовувався так званий «Бель-Вю», з ціною за номер 60 копійок на добу, а на Воздвиженській (Родимцева) стояв готель під назвою «Європейський».
Слід зазначити, що готельне господарство Чернігова знаходилося під постійним контролем з боку міського самоврядування. За встановленими Думою правилами, будинок для готелю неодмінно повинен був відповідати таким умовам:
- розташовуватися безпосередньо на вулиці і мати не менше двох виходів, один з яких був на вулицю.
- не міститися у підвальному поверсі.
- мати шість і більше кімнат, які повинні бути світлими, теплими та мати окремий вихід до коридору.
- біля номерів повинна знаходитися спеціальна кімната для прислуги зі звуковим зв'язком з усіма номерами.
- у готелі повинні бути туалет, кухня, приміщення для коней і екіпажів та комори.
- Біля входу повинні встановлюватися ліхтарі, а брама своєчасно закриватися.

Особливо суворі вимоги встановлювалися і до санітарного стану приміщень, який контролював лікар.
Після встановлення радянської влади у Чернігові всі готелі стали державними і у них почалася нова історія.

### Мебльовані кімнати та постоялі двори
Окрім звичайних готелів в цей час у Чернігові, як в інших містах імперії, були так звані «мебльовані кімнати» та «постоялі двори». Вони були різновидами тогочасних готелів. В основному вони розташовувалися по головних вулицях міста, і за рівнем комфортності могли конкурувати з першокласними готелями нашого міста. Мебльовані кімнати представляли собою звичайні квартири, які здавалися в оренду гостям міста.
Найбільшою популярністю користувалися мебльовані кімнати Зайцева, Восток, Лівадія, розташовані на Борисоглібській вулиці. Ціни у них коливалися від 40 копійок 1 рубля. На Богоявленській вулиці розташовувалися постоялі двори Савельєва, Бєляєв та Палія, ціни на проживання коливалися від 30 копійок до 1 рубля.